# Cape Valavielle
Cape Valavielle är en udde i Antarktis. Den ligger på Laurie Island i Sydorkneyöarna. Argentina och Storbritannien gör anspråk på området.
Terrängen inåt land är kuperad åt sydväst, men åt sydost är den platt. Havet är nära Cape Valavielle åt nordost. Trakten är obefolkad.